# Andrew Scott Waugh

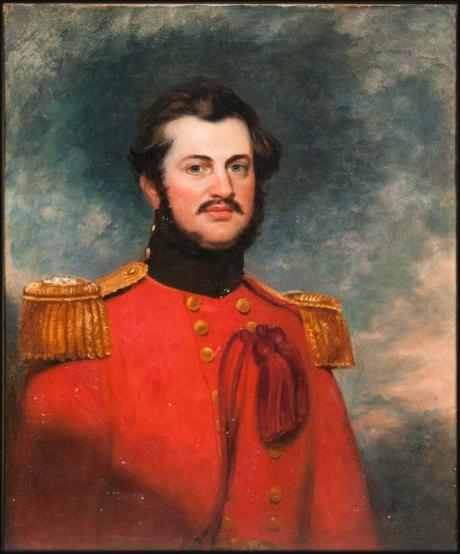
Andrew Scott Waugh
(1852), George Duncan Beechey

Sir Andrew Scott Waugh (India, 3 februari 1810 - Londen, 21 februari 1878) was een Britse landmeter en officier. Hij nam deel aan de Great Trigonometrical Survey, een landmeetkundig project dat als doel had heel India met grote nauwkeurigheid op te meten. Waugh geniet met name bekendheid omdat hij de hoogste berg op aarde naar zijn voorganger George Everest noemde.

## Leven en werk
Waugh werd in 1810 in India geboren, als oudste zoon van generaal Gilbert Waugh, een man die voor de Britse Oost-Indische Compagnie werkte. Waugh bracht zijn vroege jeugd in India door, maar kreeg een opleiding in het Verenigd Koninkrijk. In 1832 werd hij benoemd tot assistent bij de Great Trigonometric Survey. Onder Everest deed hij ervaring op bij het opmeten van gebieden in de uitlopers van de Himalaya, maar ook in zuidelijker streken.
Op voorspraak van George Everest, die in 1843 met pensioen ging, werd Andrew Waugh benoemd tot diens opvolger als hoofd van de Survey of India (cartografische dienst) en als hoofd van het landmeetkundig project. Onder Waugh werden met name meetseries langs de randen van de Himalaya uitgevoerd. De toppen van dit gebergte moesten van grote afstand gemeten worden, daar de autoriteiten in Nepal medewerking aan het project weigerden. Radhanath Sikdar, een Indiase wiskundige die Waugh assisteerde, stelde daarbij vast dat de berg, die men "Piek XV" noemde, de hoogste op aarde moest zijn. Waugh liet meerdere herberekeningen en controlemetingen uitvoeren, maar de calculatie van Sikdar bleek juist: 29.002 voet (8840 m). In maart 1856 meldde Waugh dit resultaat in een brief aan de Royal Geographical Society en noemde de berg daarbij Mont, later Mount, Everest. George Everest was hier zelf geen voorstander van, daar hij immer de voorkeur gaf aan lokaal gebruikte namen.

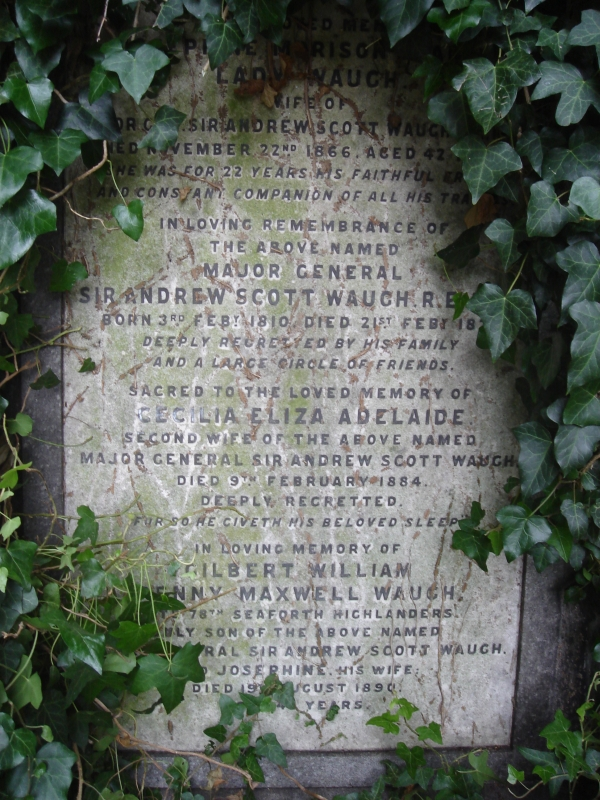
Grafmonument voor Andrew Waugh in Londen

Na de metingen rond de Himalaya werden onder Waugh met name gebiedsdelen in het oosten en westen van de Britse kolonie opgemeten, met een korte onderbreking ten gevolge van de Indiase opstand van 1857. In 1861 nam hij afscheid van de cartografische projecten in India. Als hoofd van de Great Trigonometric Survey werd hij opgevolgd door James Thomas Walker. Waugh vestigde zich in Londen, waar hij geridderd werd voor zijn inspanningen. In hetzelfde jaar werd hij toegelaten tot de prestigieuze Royal Geographical Society.
- Gemeinsame Normdatei: 117155829
- International Standard Name Identifier: 0000 0000 1026 3294
- Library of Congress Control Number: no2018056850
- SNAC: w61k9pk9
- Système universitaire de documentation: 192874594
- Virtual International Authority File: 54918723
- WorldCat: E39PBJgHgBKc84mvqGkfHxjHmd